# ヨッちゃん・ぼんちのアイドル大集合!
『ヨッちゃん・ぼんちのアイドル大集合!』（ヨッちゃん・ぼんちのアイドルだいしゅうごう）は、1981年4月8日から同年9月23日まで日本テレビ系列局で放送されていた日本テレビ製作の音楽バラエティ番組である。全13回。

## 概要
毎回当時の若手アイドルたちがゲスト出演していた番組。司会は野村義男とザ・ぼんちが務めていた。テーマ曲は番組オリジナル曲の「恋のオーバー・ヒート」。
基本的には毎週水曜 19:30 - 20:00 （日本標準時）に放送されていたが、プロ野球ナイター中継のある日には放送を休止していたため、6か月弱の放送期間ながらわずか13回しか放送されなかった。
| 日本テレビ系列 水曜19:30枠                                  | 日本テレビ系列 水曜19:30枠                                           | 日本テレビ系列 水曜19:30枠                        |
| 前番組                                                      | 番組名                                                               | 次番組                                            |
| ----------------------------------------------------------- | -------------------------------------------------------------------- | ------------------------------------------------- |
| 逆転クイズ スーパービンゴ （1980年11月5日 - 1981年3月25日） | ヨッちゃん・ぼんちのアイドル大集合! （1981年4月8日 - 1981年9月23日） | おてんば宇宙人 （1981年10月14日 - 1981年12月9日） |